# Qualificazioni al campionato europeo di pallanuoto femminile 2010
Le qualificazioni al campionato europeo di pallanuoto femminile del 2010 si sono disputate nel week-end dal 30 aprile al 2 maggio 2010 e hanno dato accesso alla rassegna continentale a 4 squadre, che hanno raggiunto le altre quattro già ammesse d'ufficio.
Vi hanno preso parte otto formazioni: le squadre classificate dal 5º all'8º posto dell'Europeo 2008 e le prime tre dell'Europeo B 2009. Le otto partecipanti sono state divise in due gironi da quattro e si sono affrontate in gara unica. Le prime due di ciascun girone si sono qualificate al Campionato europeo 2010.

## Gruppo A
- Imperia,  Italia
- 30 aprile

| Germania | 18 – 5 | Francia |
| Italia   | 19 – 3 | Ucraina |

- 1º maggio

| Germania | 18 – 4 | Ucraina |
| Italia   | 17 – 5 | Francia |

- 2 maggio

| Francia | 14 – 4 | Ucraina  |
| Italia  | 10 – 7 | Germania |

|    | Squadra  | Punti | G | V | N | P | GF | GS | DR  |
| -- | -------- | ----- | - | - | - | - | -- | -- | --- |
| 1. | Italia   | 9     | 3 | 3 | 0 | 0 | 46 | 15 | +31 |
| 2. | Germania | 6     | 3 | 2 | 0 | 1 | 41 | 26 | +17 |
| 3. | Francia  | 3     | 3 | 1 | 0 | 2 | 26 | 32 | -6  |
| 4. | Ucraina  | 0     | 3 | 0 | 0 | 3 | 11 | 51 | -40 |

## Gruppo B
- Eindhoven,  Paesi Bassi
- 30 aprile

| Grecia      | 14 – 4 | Gran Bretagna |
| Paesi Bassi | 30 – 1 | Rep. Ceca     |

- 1º maggio

| Gran Bretagna | 17 – 7 | Rep. Ceca |
| Paesi Bassi   | 14 – 9 | Grecia    |

- 2 maggio

| Grecia      | 28 – 5 | Rep. Ceca     |
| Paesi Bassi | 11 – 5 | Gran Bretagna |

|    | Squadra       | Punti | G | V | N | P | GF | GS | DR  |
| -- | ------------- | ----- | - | - | - | - | -- | -- | --- |
| 1. | Paesi Bassi   | 9     | 3 | 3 | 0 | 0 | 55 | 15 | +40 |
| 2. | Grecia        | 6     | 3 | 2 | 0 | 1 | 51 | 23 | +28 |
| 3. | Gran Bretagna | 3     | 3 | 1 | 0 | 2 | 26 | 32 | -6  |
| 4. | Rep. Ceca     | 0     | 3 | 0 | 0 | 3 | 13 | 75 | -62 |

## Fonti
- (EN) Todor66.com - Sport statistics Archive, su todor66.com.